# Tratado Castro-Valenzuela
El Tratado Castro-Valenzuela fue un acuerdo limítrofe firmado el 30 de marzo de 1865 en la ciudad de Bogotá entre los plenipotenciarios José María Castro Madriz y Teodoro Valenzuela, representantes de la República de Costa Rica y de los Estados Unidos de Colombia, respectivamente, con el fin de dirimir la indefinición de la línea fronteriza entre ambos países.
En las primeras instancias de las conversaciones, Castro propuso como frontera una línea recta que fuera desde punta Burica, en la costa del océano Pacífico, hasta la isla Escudo de Veraguas, en mar Caribe. Por su parte Valenzuela propuso que el límite debía ser el mismo que aparecía en el tratado Calvo-Herrán de 1856, es decir, la línea que iba desde la punta Burica hasta la desembocadura del río Doraces en el Atlántico.
Las negociaciones se llevaron a cabo en tres sesiones, que iniciarion el 6 de marzo y terminaron el 30 de marzo de 1865 con la firma del Tratado de Amistad, Comercio, Navegación y Fronteras entre la República de Costa Rica y los Estados Unidos de Colombia. El tratado en su artículo 2 definía la frontera de la siguiente manera:

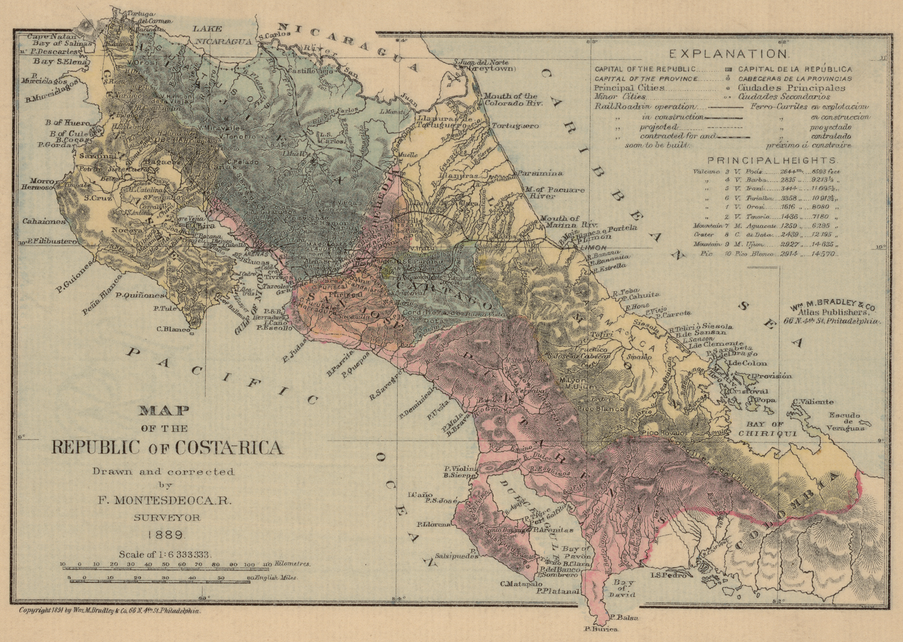
Mapa de Costa Rica de 1891, con la línea Castro-Valenzuela como límite con Colombia.

Las dos Repúblicas fijan por límites comunes entre sus respectivos territorios, una línea que principiando en la costa del océano Pacífico en la punta Burica, a los 83° y 13' de longitud occidental del meridiano de Greenwich, se dirige por los cerros de la misma punta hacia el cerro de Limoncito; de este, en línea recta hasta las vertientes del río Chiriquí Viejo en la parte más elevada donde tienen orígenes sus aguas; desde este punto con dirección este por la cresta de la cordillera que separa las aguas de los dos mares pasando por el cerro El Picacho, el de La Horqueta, la Cumbre de Playita, el cerro El Hornito hasta el cerro Santiago; de este cerro en línea hacia el norte hasta el origen del río Cañaveral, luego por el cauce de este río hasta su desembocadura en el océano Atlántico. En consecuencia los Estados Unidos de Colombia renuncian a favor de la República de Costa Rica sus derechos sobre el territorio que queda al occidente de la línea expresada hasta el río San Juan del Norte que desemboca en el océano Atlántico, no incluyendo en esta renuncia la isla Escudo de Veraguas.

Si bien el tratado fue aprobado en primera instancia por el congreso colombiano, este fue rechazado puesto que en una revuelta ocurrida en ese mismo año en el Estado Soberano de Panamá habían participado ciudadanos costarricenses, entre ellos el oficial Víctor Guardia Gutiérrez, lo que produjo gran desconfianza en Bogotá. Aparte de ello gran parte de la opinión pública colombiana rechazaba el acuerdo pues se veía como un desprendimiento de territorios históricos a cambio que en Costa Rica se adoptaran principios afines a la constitución de Rionegro. Por su parte, en San José también veían con recelo los términos del tratado, pues se pensaba que su objetivo era inundar de colombianos el país para luego anexarlo a la federación. Tras esto, José María Castro fue retirado de la misión diplomática en Bogotá.
Según algunos juristas, las razones por las que no debía aprobarse dicho pacto era, primero que la bahía del Almirante, la laguna de Chiriquí, y el retroceso de la línea interior del Atlántico al Pacífico, no valían la consagración de principios políticos por ninguna de las dos naciones pues constituían una pérdida de valiosos territorios y puntos marítimos por los cuales era también posible la construcción del canal interoceánico; y lo segundo es que la estipulación relativa a la abstención de celebrar tratados que pudieran afectar la integridad territorial de las dos repúblicas y la garantía dada por Colombia a Costa Rica de su soberanía, independencia y posesión de su territorio, impedirían a Colombia arreglar sus límites con otros vecinos y la forzarían a intervenir continuamente en Centroamérica para la defensa de Costa Rica ante cualquier agresor. Finalmente, este tratado fue rechazado por el senado de ambos países.[cita requerida]